# 龐渤
龐渤（朝鮮語: 방발）は、中国明の将軍であり、朝鮮氏族の太原龐氏の始祖である。
中国明で指揮都総将を務め、李氏朝鮮に帰化した。